# Domantas Sabonis
Domantas Sabonis (kiejtés: [ˈdoːmɐntɐs sɐˈboːnʲɪs]; Portland, Oregon, 1996. május 3. –) amerikai születésű litván válogatott kosárlabdázó, a National Basketball Associationben (NBA) szereplő Sacramento Kings játékosa. Arvydas Sabonis Hall of Fame-játékos fia, kétszer választották be All-NBA-csapatokba, háromszoros NBA All Star és kétszer vezette a bajnokságot a lepattanók terén.
Sabonis Spanyolországban kezdte pályafutását az Unicaja Málagában. Ezután az Egyesült Államokba költözött, és a Gonzaga Bulldogs csapatában kosárlabdázott. Miután az Orlando Magic a 2016-os NBA drafton a 11. helyen választotta, az Oklahoma City Thunderbe küldték, ahol az újonc szezonját töltötte, mielőtt 2017-ben az Indiana Pacershöz igazolt volna. Öt szezont játszott a Pacersben, ez alatt kétszer is All Star lett. 2022-ben Sabonist a Sacramento Kings csapatába küldték Tyrese Haliburtonért cserében.

## Statisztika

### Egyetem
| Év      | Csapat           | JM | KM | JP/M | MG%  | 3P%  | BD%  | LP/M | GP/M | L/M | B/M | P/M  |
| ------- | ---------------- | -- | -- | ---- | ---- | ---- | ---- | ---- | ---- | --- | --- | ---- |
| 2014–15 | Gonzaga Bulldogs | 38 | 1  | 21,6 | .668 | —    | .664 | 7,1  | 0,9  | 0,4 | 0,3 | 9,7  |
| 2015–16 | Gonzaga Bulldogs | 36 | 31 | 31,9 | .611 | .357 | .769 | 11,8 | 1,8  | 0,6 | 0,9 | 17,6 |
| Karrier | Karrier          | 74 | 32 | 26,6 | .632 | .357 | .729 | 9,4  | 1,3  | 0,5 | 0,6 | 13,5 |

### NBA

#### Alapszakasz
| Év        | Csapat                | JM  | KM  | JP/M | MG%  | 3P%  | BD%  | LP/M  | GP/M | L/M | B/M | P/M  |
| --------- | --------------------- | --- | --- | ---- | ---- | ---- | ---- | ----- | ---- | --- | --- | ---- |
| 2016–2017 | Oklahoma City Thunder | 81  | 66  | 20,1 | .399 | .321 | .657 | 3,6   | 1,0  | 0,5 | 0,4 | 5,9  |
| 2017–2018 | Indiana Pacers        | 74  | 19  | 24,5 | .514 | .351 | .750 | 7,7   | 2,0  | 0,5 | 0,4 | 11,6 |
| 2018–2019 | Indiana Pacers        | 74  | 5   | 24,8 | .590 | .529 | .715 | 9,3   | 2,9  | 0,6 | 0,4 | 14,1 |
| 2019–2020 | Indiana Pacers        | 62  | 62  | 34,8 | .540 | .254 | .723 | 12,4  | 5,0  | 0,8 | 0,5 | 18,5 |
| 2020–2021 | Indiana Pacers        | 62  | 62  | 36,0 | .535 | .321 | .732 | 12,0  | 6,7  | 1,2 | 0,5 | 20,3 |
| 2021–2022 | Indiana Pacers        | 47  | 46  | 34,7 | .580 | .324 | .740 | 12,1  | 5,0  | 1,0 | 0,5 | 18,9 |
| 2021–2022 | Sacramento Kings      | 15  | 15  | 33,6 | .554 | .235 | .743 | 12,3  | 5,8  | 0,9 | 0,3 | 18,9 |
| 2022–2023 | Sacramento Kings      | 79  | 79  | 34,6 | .615 | .373 | .742 | 12,3* | 7,3  | 0,8 | 0,5 | 19,1 |
| 2023–2024 | Sacramento Kings      | 82  | 82* | 35,7 | .594 | .379 | .704 | 13,7* | 8,2  | 0,9 | 0,6 | 19,4 |
| 2024–2025 | Sacramento Kings      | 70  | 70  | 34,7 | .590 | .417 | .754 | 13,9* | 6,0  | 0,7 | 0,4 | 19,1 |
| Összesen  | Összesen              | 646 | 506 | 30,8 | .560 | .347 | .729 | 10,7  | 4,9  | 0,8 | 0,5 | 16,1 |
| All Star  | All Star              | 3   | 0   | 16,2 | .571 | —    | .500 | 3,7   | 0,7  | 0,0 | 0,0 | 3,3  |

#### Rájátszás
| Év       | Csapat                | JM | KM | JP/M | MG%  | 3P%  | BD%   | LP/M | GP/M | L/M | B/M | P/M  |
| -------- | --------------------- | -- | -- | ---- | ---- | ---- | ----- | ---- | ---- | --- | --- | ---- |
| 2017     | Oklahoma City Thunder | 2  | 0  | 3,0  | .000 | .000 | 1.000 | 1,0  | 0,0  | 0,5 | 0,5 | 2,0  |
| 2018     | Indiana Pacers        | 7  | 0  | 23,7 | .581 | .143 | .778  | 4,6  | 0,7  | 0,1 | 0,3 | 12,4 |
| 2019     | Indiana Pacers        | 4  | 0  | 24,0 | .414 | .250 | .643  | 7,3  | 4,0  | 0,8 | 0,3 | 8,5  |
| 2023     | Sacramento Kings      | 7  | 7  | 34,7 | .495 | .200 | .571  | 11,0 | 4,7  | 1,4 | 0,9 | 16,4 |
| Összesen | Összesen              | 20 | 7  | 25,6 | .503 | .176 | .672  | 7,0  | 2,7  | 0,8 | 0,5 | 12,0 |

## Fordítás
Ez a szócikk részben vagy egészben  a   Domantas Sabonis című angol Wikipédia-szócikk ezen változatának fordításán alapul.  Az eredeti cikk szerkesztőit annak laptörténete sorolja fel. Ez a jelzés csupán a megfogalmazás eredetét és a szerzői jogokat jelzi, nem szolgál a cikkben szereplő információk forrásmegjelöléseként.